# Satyrus ampla
Satyrus ampla är en fjärilsart som beskrevs av Ramon Agenjo Cecilia 1963. Satyrus ampla ingår i släktet Satyrus och familjen praktfjärilar. Inga underarter finns listade.